# Cyrtopogon fulvicornis
Cyrtopogon fulvicornis là một loài ruồi trong họ Asilidae. Cyrtopogon fulvicornis được Macquart miêu tả năm 1834.